# Phetracha
Re Phetracha, in thailandese สมเด็จพระเพทราชา (traslitterazione RTGS: Somdet Phra Phetracha) (Provincia di Suphanburi, 1632 – Ayutthaya, 5 febbraio 1703), è stato dal 1688 al 1703 il 29º sovrano del Regno di Ayutthaya, fondato nel 1350 da Ramathibodi I nei territori dell'odierna Thailandia.
Fu generale dell'esercito e quando il predecessore Narai fu sul letto di morte si pose a capo della rivoluzione del 1688 facendone uccidere gli eredi e il primo ministro Constantine Phaulkon, costringendo inoltre alla fuga i francesi, che erano stati per alcuni anni i principali alleati del Siam. Usurpò così il trono e fondò la dinastia Ban Phlu Luang, l'ultima del Regno di Ayutthaya. Fece sopprimere le varie ribellioni che scoppiarono nelle province durante il suo regno.
La violenta usurpazione del trono fu forse la causa delle notizie, probabilmente distorte, riportate nelle antiche cronache di Thonburi e dei primi regni di Rattanakosin, secondo le quali molti monarchi della dinastia Ban Phlu Luang, tra cui lo stesso Phetracha, furono i responsabili della decadenza che causò la caduta di Ayutthaya nel 1767. Fu comunque la dinastia più longeva del regno.

## Biografia

### Infanzia e carriera nell'esercito
Phetracha nacque nel villaggio di Ban Phlu Luang nella zona di Suphanburi da una famiglia con imprecisate relazioni di sangue con la casa reale di Ayutthaya. Sua madre allattò il figlio del re di Ayutthaya Prasat Thong, il principe Narai, con il quale crebbe come fratello di latte. Il rapporto fraterno continuò anche quando Narai divenne re, Phetracha fece carriera nell'esercito dimostrando il proprio valore in battaglia nella guerra con i birmani e diventando il responsabile del corpo degli elefanti da guerra.

### Crescente influenza francese durante il regno di Narai
Negli anni ottanta del Seicento emerse ad Ayutthaya la figura dell'avventuriero e poliglotta greco Constantine Phaulkon, che divenne stretto collaboratore di Narai; arrivato come interprete per il phraklang, ministro delle Finanze e del Commercio estero, fece una rapida carriera e mise in cattiva luce le influenti Compagnia inglese e olandese, nonché i potenti mercanti persiani di Ayutthaya. Narai rimase impressionato dalla sua personalità e lo elevò al rango di phraklang facente funzione. In questa veste Phaulkon collaborò con i missionari cattolici francesi presenti nella capitale siamese e fece della Francia il principale interlocutore commerciale, politico e militare del Siam. I missionari francesi si convinsero della possibilità di convertire Narai al cattolicesimo e ottennero a tale scopo aiuti dalla corte francese.
Nel 1685 Narai affidò a Phaulkon l'incarico di guidare la politica estera del regno con l'altissima carica di mahatthai e il titolo di chao phraya. Quello stesso anno fu siglato un trattato che accordò ai francesi diversi privilegi commerciali e che prevedeva il distaccamento di truppe francesi nella ricca Singora. Nel 1687 il Re Sole Luigi XIV di Francia presentò nuove richieste e in settembre arrivò in Siam il corpo di spedizione con 500 soldati, diversi monaci ecc. da lui inviato per assicurarsi che venissero accettate; guarnigioni francesi furono dislocate in porti strategici: quello fluviale di Bangkok, a quel tempo un piccolo villaggio, e quello marittimo di Mergui, sulla costa occidentale della Penisola malese. Narai si sentì inizialmente minacciato ma Phaulkon lo rassicurò disponendo che le truppe francesi fossero impiegate come mercenari al servizio del Siam. Il nuovo trattato fu controfirmato in dicembre da Narai, il quale si augurava che i francesi ostacolassero l'ormai ingombrante influenza della Compagnia olandese delle Indie orientali nell'economia siamese.

### Rivoluzione siamese del 1688

#### Sentimento anti-francese
La folta presenza dei francesi creò un crescente malumore tra gli aristocratici più conservatori. La situazione si complicò per il comportamento arrogante e licenzioso tenuto dai soldati francesi e per il crescente volume d'affari di mercanti privati inglesi, i quali, incoraggiati da Phaulkon, stavano rovinando il mercato ad altre comunità presenti nel Siam. Phaulkon fu considerato il principale responsabile della situazione creatasi, anche per il suo atteggiamento più orientato a favorire gli interessi degli europei che non a servire Narai con scrupolo. Si venne a formare a corte un movimento xenofobo guidato da Phetracha e da suo figlio Luang Sorasak. Phetracha divenne il più grande rivale di Phaulkon e poté perseguire i propri fini senza essere rovinato dal rapporto di amicizia che legava il greco a Narai, come era successo ad altri ufficiali di corte oppositori di Phaulkon.
Anche la sangha, la comunità dei monaci buddhisti, era in apprensione; dal regno di Prasat Thong, il brahmanesimo era tenuto in maggiore considerazione del buddhismo, lo stesso Narai aveva privilegiato le cerimonie dei brahmini e aveva investito poco nella riparazione e costruzione dei templi buddhisti. Aveva inoltre consentito la diffusione dell'islam e del cattolicesimo e si temette che potesse convertirsi a una di queste religioni. I monaci buddhisti ebbero un ruolo attivo nell'armare e organizzare le milizie che avrebbero appoggiato Phetracha nella rivoluzione del 1688. In questa fase, Phetracha per un periodo si fece monaco ed entrò in convento a Louvo, l'odierna Lopburi, dove Narai passava molto del suo tempo con la propria corte. In convento Phetracha si fece alleati diversi monaci e soprattutto l'influente capo della sangha locale. Uno dei suoi alleati a corte convinse Narai che c'era bisogno di Phetracha e il re dovette insistere per farlo uscire dal monastero e riprendere il posto a corte.
Più in generale, i motivi principali del sentimento anti-straniero furono la paura che gli europei potessero influenzare negativamente la cultura nazionale e che alcuni di essi stessero arricchendosi sfruttando le risorse siamesi senza impegnarsi a rimanere a lungo in Siam per reinvestire i guadagni. È stato inoltre ipotizzato che gli oppositori dei francesi vedessero negativamente il progressivo coinvolgimento del Siam nella politica globale e nei grandi scambi commerciali internazionali e auspicassero il ritorno a un'economia più tradizionale e facile da controllare.

#### Rivoluzione e ascesa al trono

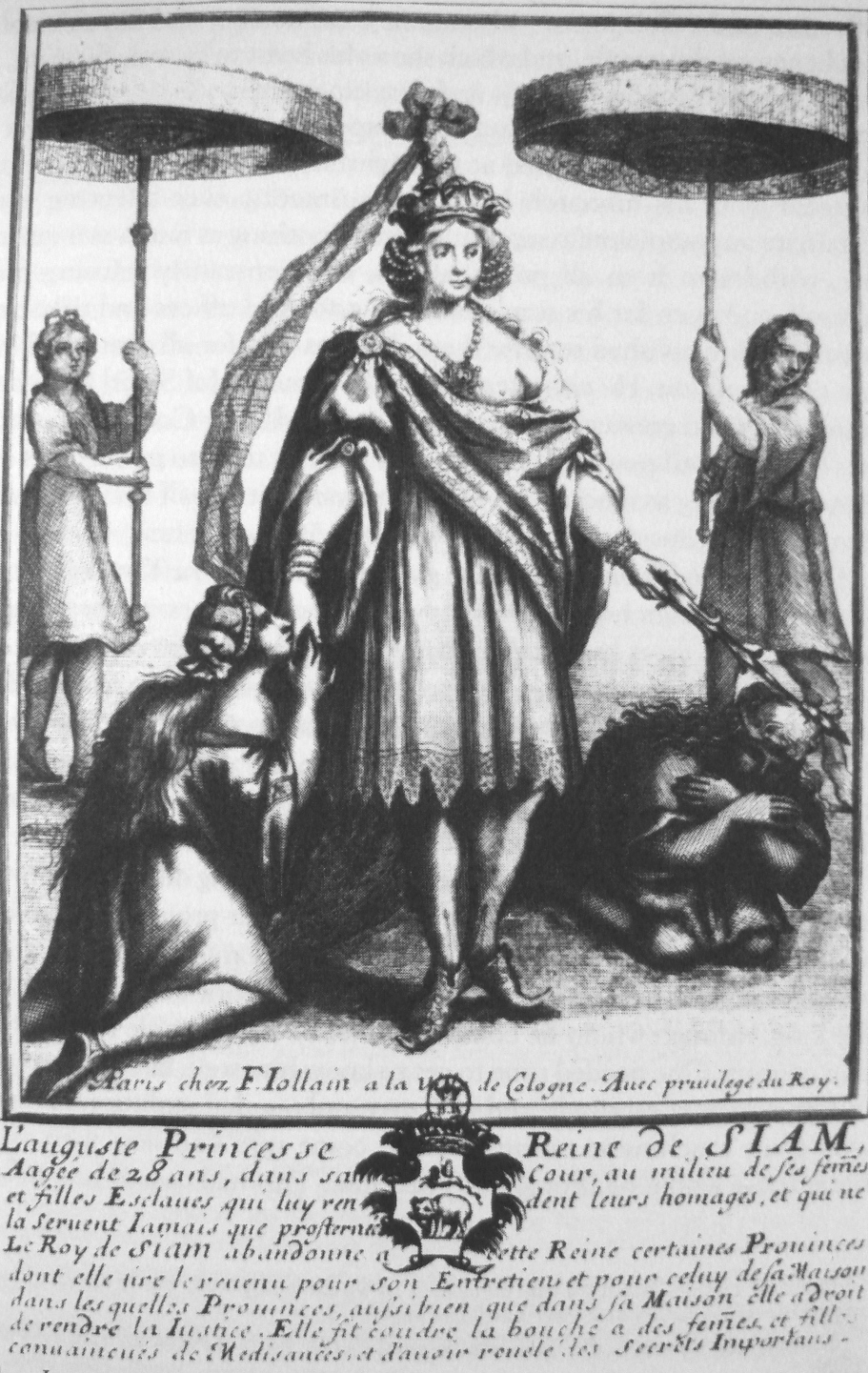
Yothathep, figlia di Narai e regina di Phetracha, in una stampa francese di fine Seicento

Nel marzo 1688 Narai si ammalò gravemente mentre era nella sua residenza di Louvo. Phetracha guidò quindi la cosiddetta rivoluzione del 1688 dopo essersi fatto nominare reggente - contro il parere dell'ormai inerme Narai - dagli ufficiali dell'esercito che lo appoggiavano. Tra i possibili eredi al trono vi erano due fratelli del re e un figlio adottivo, il principe Pi Mom; Phetracha screditò prima i due fratelli accusandoli di aver appoggiato una rivolta ad Ayutthaya di immigrati makassaresi e subito dopo ordinò l'assassinio di Pi Mom. Fece quindi arrestare Phaulkon con l'accusa di tradimento e dopo un processo sommario lo fece giustiziare il 5 giugno 1688. Narai morì il successivo 11 luglio 1688 e Phetracha usurpò la corona del Siam dopo che i due fratelli del defunto re vennero assassinati da Luang Sorasak.
Dopo aver onorato la memoria di Narai organizzando un funerale di Stato, Phetracha fu proclamato re e incoronato il successivo 1º agosto, al suo rientro ad Ayutthaya. Per legittimare il proprio potere, quello stesso giorno sposò la principessa Yothathep, figlia di Narai, che divenne la sua consorte Sudawadi.
Il nuovo re dispose che la guarnigione francese a Bangkok fosse posta sotto assedio. La moglie cattolica nippo-portoghese di Phaulkon, Maria Guyomar de Pinha, fu illusa dai francesi di poter diventare una contessa in Francia e prese rifugio nella fortezza di Bangkok assediata, ma il 18 ottobre fu consegnata ai siamesi dal generale Desfarges che comandava la guarnigione e fu quindi condannata a vivere in schiavitù permanente presso le cucine di Phetracha. Defarges negoziò la resa e il 13 novembre poté lasciare il Siam con le sue truppe. Inizialmente i missionari francesi furono imprigionati e i cattolici vennero perseguitati ma la situazione ben presto si normalizzò, queste misure furono ritirate e ai missionari fu concesso di continuare le loro attività.

### Politica interna
Fin dai primi giorni di regno Phetracha si concentrò nell'eliminare l'opposizione rappresentata dalla vecchia nobiltà fedele a Narai. La prima purga da lui ordinata portò all'esecuzione di 48 di questi nobili e altri trovarono la morte in seguito. In questo modo sparì quasi del tutto un'intera generazione di governanti siamesi e si riaffermarono a corte alte personalità indiane, persiane e, per la prima volta, cinesi. Il regno di Phetracha fu caratterizzato dall'ostilità tra Yothathep, la figlia di Narai che sposò e che gli diede il figlio Khwan, e Luang Sorasak. Entrambi ebbero una propria corte, poterono gestire in autonomia una parte dei commerci del regno e incassare una parte delle imposte.
L'usurpazione del trono portò subito a delle rivolte da parte di governatori delle province che non riconobbero l'autorità di Phetracha. Le prime furono quelle di Nakhon Si Thammarat e di Nakhon Ratchasima (Korat), le maggiori città del sud e del nord-est del regno rispettivamente. Il primo attacco a Korat fu portato con 10 000 soldati e con l'artiglieria, durò tre anni e fu respinto, causando durissime punizioni dei comandanti da parte di Phetracha. Con il secondo attacco la città capitolò ma il governatore fuggì e si unì alla rivolta di Nakhon Si Thammarat, che resistette altri tre anni prima di capitolare.
La più grande delle rivolte fu quella del 1689 guidata da Thammathian, un ex servitore di un fratello di Narai fatto uccidere da Phetracha. Thammathian era evaso dal carcere e si era rifugiato a est, dove radunò un esercito di contadini; dopo aver occupato Lopburi lanciò l'attacco su Ayutthaya, cingendola d'assedio. Secondo un giapponese presente in città durante l'assedio, fu necessario l'impiego di 40 000 truppe per aver ragione dei ribelli, che furono dispersi. Poco dopo scoppiò un'altra rivolta a Korat guidata da un altro uomo legato a Narai, che a sua volta organizzò un esercito e occupò Lopburi prima di essere sconfitto. Nel 1691 si ribellarono Pattani, Phatthalung e Kedah, che smisero di inviare tributi; la prima fu sottomessa a fatica e su cosa successe alle altre due non vi sono altre notizie.
Phetracha inaugurò la tradizione dei re della sua dinastia di visitare le province lontane - forse per ingraziarsi le popolazioni locali dopo la cruenta rivoluzione del 1688 - portandovi il patrocinio regale. In precedenza i re di Ayutthaya si mossero raramente a scopi benefici. Fece la prima visita all'impronta del piede di Buddha di Saraburi, tradizione che si sarebbe ripetuta ogni anno anche con i re che gli succedettero. Per la sua visita a Phitsanulok fece costruire una sala dell'ordinazione, un padiglione e uno stupa.

### Politica estera
I mercanti privati inglesi non subirono alcuna ripercussione dopo la rivoluzione del 1688, mentre la Compagnia inglese delle Indie orientali riprese i commerci in Siam ma ben presto si rese conto delle perdite e attorno al 1691 abbandonò Ayutthaya. La Compagnia olandese, caduta in disgrazia durante il regno di Narai, firmò subito un nuovo trattato con Phetracha appena questi divenne re ma a sua volta non ebbe il ritorno economico che si aspettava e che gli garantiva invece il mercato di Batavia, l'odierna Giacarta. Gli olandesi rimasero in Siam ma gradualmente ridussero il volume di affari fino a limitarsi all'acquisto di riso siamese per i possedimenti indonesiani.
Vi fu in quegli anni un sensibile aumento della immigrazione cinese in Siam, che aveva avuto inizio durante il regno di Narai nel periodo in cui la dinastia Qing aveva preso il sopravvento sulla dinastia Ming e si erano rifugiati all'estero molti cinesi, tra cui istruiti membri delle famiglie dei mandarini di corte. Nel 1700 furono censiti oltre 3 000 cinesi nella sola Ayutthaya e quello stesso anno Phetracha nominò un cinese facente funzioni del phraklang, ministro a cui erano affidate le finanze, il commercio con l'estero ecc. Durante il suo regno si infittirono i traffici commerciali con il sud della Cina, iniziati negli ultimi anni di Narai e moltiplicatisi nei regni dei suoi successori.

### Successione
Phetracha crebbe con cura il figlio che ebbe da Yothathep, Khwan, insegnandogli come gestire gli affari di stato e tenendolo lontano dal violento Luang Sorasak. Gli assegnò anche una corte, delle guardie personali e una parte dei proventi delle tasse. Anche Sorasak ebbe grande autonomia, ad esempio le sue giunche personali commerciavano con Cina, India e Batavia. Petracha si ammalò gravemente e Yothathep radunò i propri sostenitori per favorire l'ascesa al trono del figlio Khwan. Sorasak venne a sua volta a sapere dell'imminente morte di Phetracha e fece circondare il palazzo reale da 3 000 delle sue truppe. Il re tentò di fargli promettere che non avrebbe fatto del male a Khwan e morì il 5 febbraio 1703.
Sorasak prese subito il potere neutralizzando gli alleati più potenti di Yothathep e di Khwan e si fece incoronare re dalla principessa Yothathip, una sorella di Narai diventata monaca, con i nomi regali Sanphet VIII o Suriyenthrathibodi, anche se fu conosciuto dal popolo come Phrachao Suea, "re tigre". Yothathep organizzò il suo assassinio ma il complotto fu scoperto e Sorasak fece uccidere Khwan con il tradizionale metodo riservato ai membri della famiglia reale siamese, chiuso in un sacco di velluto e bastonato a morte con legno di sandalo. Phrachao Suea espose quindi in pubblico i resti di Khwan prima di farlo sotterrare al Wat Khok Phraya. Yothathep si rifugiò dalla zia Yothathip, che convinse Phrachao Suea a risparmiarle la vita. La privò comunque del titolo di regina e dei beni, mentre gli altri che avevano cospirato ai suoi danni furono assassinati e i loro parenti venduti come schiavi. Morirono così gli ultimi membri della dinastia Phrasat Thong, dopo che gli altri membri erano stati fatti uccidere da Phetracha a partire dal 1688.